# Gold in a Brass Age
Gold in a Brass Age è l'undicesimo album in studio del cantautore britannico David Gray, pubblicato nel 2019.

## Tracce
1. The Sapling – 3:26
2. Gold in a Brass Age – 4:20
3. Furthering – 4:32
4. Ridiculous Heart – 4:00
5. It's Late – 2:15
6. A Tight Ship – 4:49
7. Watching the Waves – 4:44
8. Hall of Mirrors – 4:03
9. Hurricane Season – 5:35
10. Mallory – 4:45
11. If 8 Were 9 – 3:40